# Giselle Itié
Giselle Itié Ramos (Mexikóváros, 1981. október 3. –) mexikói-brazil színésznő. 
Leginkább a Bela, a Feia című brazil telenovellában Anabela Palhares szerepéről, valamint a The Expendables – A feláldozhatók című akciófilmben Sandra szerepéről ismert. 2001-ben színésznőként kezdte karrierjét egy brazil telenovellában. 

## Élete és pályafutása
1982. október 3-án született Mexikóvárosban. Édesapja és édesanyja mindent elvesztett az 1985-ös szörnyű földrengésben, amely Mexikóvárost sújtotta. Mexikói apától és brazil anyától született São Paulóban. Az 1985-ös földrengés miatt családjával együtt édesanyja szülőhazájába, Brazíliába költözött.
Giselle hazudott a családjának, hogy művészi karrierjét folytathassa: azt mondta apjának, hogy pénzre van szüksége egy edzőtermi bérlethez, ehelyett a pénzt Mexikó vezető televíziós csatornájának, a Televisának színházi kurzusára költötte. A színésznő nyolc hónapig rokonoknál lakott Mexikóban, mert meg volt győződve arról, hogy folytatni akarja színészi karrierjét.

## Magánélete
2014-ben ment hozzá Emilio Dantas színészhez. Ugyanebben az évben a thaiföldi nászútjuk alatt történt motorbaleset miatt el kellett hagynia a Vitória stábját, ahol Renata karakterét tolmácsolta volna (akit később Maytê Piragibe tolmácsolt). 2015-ben váltak el. 2015. november 11-én Giselle kapcsolatba kezdet Guilherme Winter színésszel.

## Filmográfia

### Film

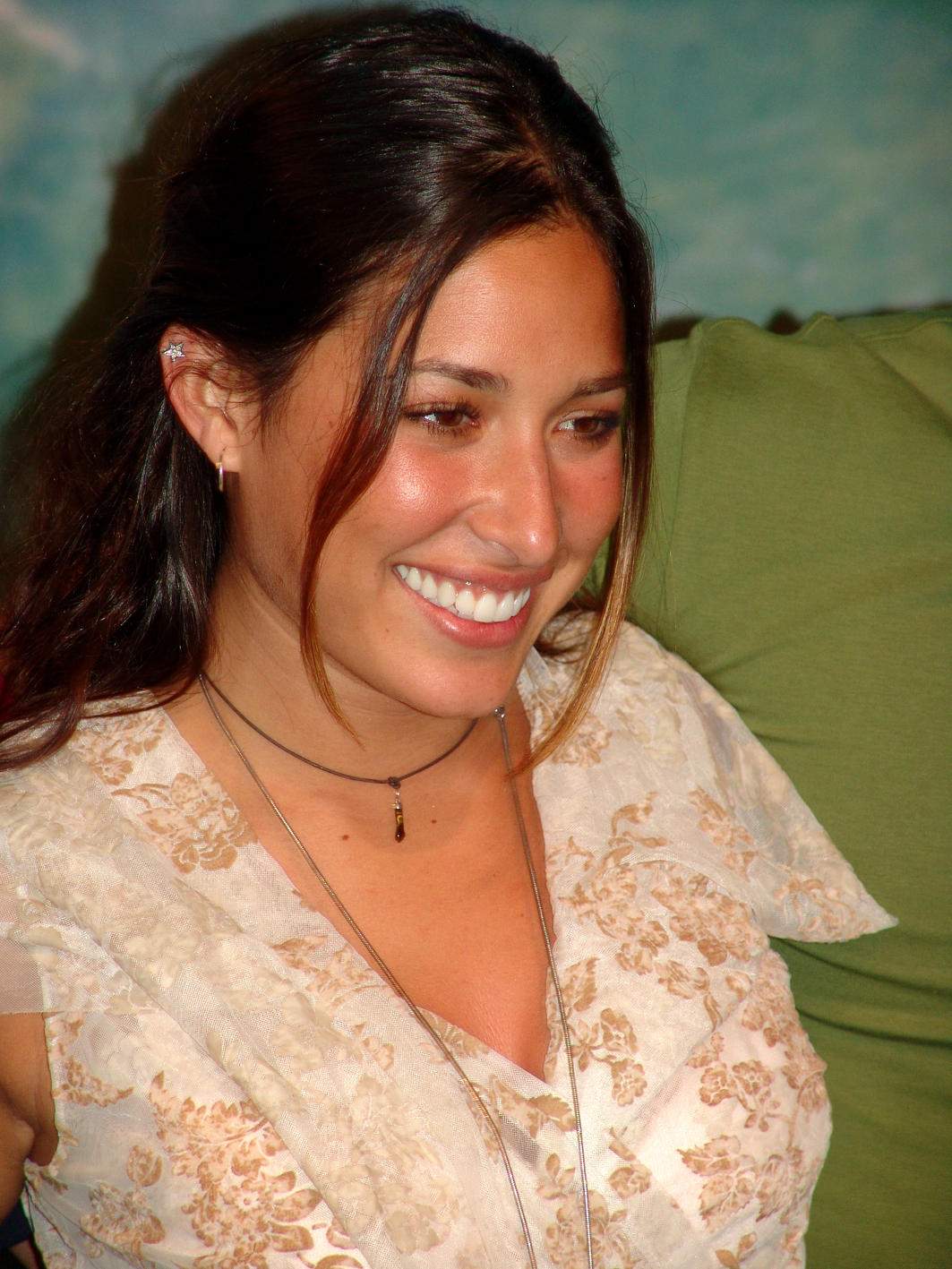
2006 januárjában

| Év   | Cím                                      | Szerep            | Megjegyzés |
| ---- | ---------------------------------------- | ----------------- | ---------- |
| 2004 | A Babá                                   | Dos Anjos         |            |
| 2007 | O Mistério da Estrada de Sintra          | Carmen            |            |
| 2008 | Mais Uma História no Rio                 | Michele Ferraz    | rövidfilm  |
| 2009 | Flordelis - Basta uma Palavra para Mudar | Cláudia           |            |
| 2010 | Inversão                                 | Mila              |            |
| 2010 | The Expendables – A feláldozhatók        | Sandra Garza      |            |
| 2012 | Úton                                     | Tonia             |            |
| 2012 | Caleuche: El llamado del mar             | Isabel Millalobos |            |
| 2014 | Syndrome                                 | Sarah             | [ 17 ]     |
| 2016 | Os Dez Mandamentos: O Filme              | Zipporah          |            |

### Televízió
| Év   | Cím                                    | Szerep                                | Megjegyzés                                     |
| ---- | -------------------------------------- | ------------------------------------- | ---------------------------------------------- |
| 2001 | Os Maias                               | Lola                                  |                                                |
| 2001 | Pícara Sonhadora                       | Bárbara                               |                                                |
| 2002 | Esperança                              | Eulália                               |                                                |
| 2003 | Carga Pesada                           | Az árvaház tulajdonosa                | Epizód: "Carga Perecível"                      |
| 2003 | Kubanacan                              | Belinda                               |                                                |
| 2004 | Começar de Novo                        | Júlia Magnani                         |                                                |
| 2005 | Oi, Mundo Afora                        | Presenter                             |                                                |
| 2005 | Mandrake                               | Amparo                                | Epizód: "Amparo"                               |
| 2006 | Avassaladoras                          | Silvinha                              |                                                |
| 2006 | Pé na Jaca                             | Dalila Palhares                       | Epizód: "November 25, 2006–January 27, 2007"   |
| 2007 | Nome de Código: Sintra                 | Carmen                                |                                                |
| 2007 | O Profeta                              | Sabine Levy                           | Epizód: "March 5–May 8, 2007"                  |
| 2007 | Dança no Gelo                          | Önmaga                                | Résztvevő: Domingão do Faustão valóság show    |
| 2008 | Faça Sua História                      | Maria da Glória                       | Epizód: "A Vingadora Capixaba"                 |
| 2008 | Casos e Acasos                         | Manuela                               | Epizód: "O Triângulo, a Tia Raquel e o Pedido" |
| 2008 | Casos e Acasos                         | Lara                                  | Epizód: "Quem Passou a Noite Comigo?"          |
| 2008 | Casos e Acasos                         | Cristina                              | Epizód: "A Dominatrix, a Venda e a Babá"       |
| 2008 | Faça Sua História                      | Guadalupe                             | Epizód: "O Sósia"                              |
| 2009 | Bela, a Feia                           | Anabela Palhares / Valentina Carvalho |                                                |
| 2010 | Inferno: The Making of The Expendables | Önmaga                                | Dokumentumfilm                                 |
| 2012 | Máscaras                               | Manuella Marim                        |                                                |
| 2012 | O Milagre dos Pássaros                 | Sabô                                  | Különleges év végi rendezvény                  |
| 2014 | Hoje em Dia                            | Vendégelőadó                          | Epizód: "21–30 July 2014"                      |
| 2015 | Milagres de Jesus                      | Noemi                                 | Epizód: "A Mulher Adúltera"                    |
| 2015 | As Canalhas                            | Kheyla                                | Epizód: "Marta"                                |
| 2015 | Os Dez Mandamentos                     | Zipporah                              |                                                |
| 2017 | Belaventura                            | Selena Falcon                         |                                                |
| 2019 | Homens?                                |                                       |                                                |